# 파전국협의회
파전국협의회는 자조금의 조성 및 운용 등을 통한 파의 자율적 수급조절과 판매촉진을 도모하고, 경쟁력 있는 고품질 파를 생산·판매함으로써 농업인의 소득증대와 파 산업의 발전에 기여 목적으로 2008년 12월 30일 설립된 대한민국 농림축산식품부 소관의 사단법인이다. 사무실은 서울특별시 중구 새문안로 16, 농협중앙회 건물 9층에 있다.

## 주요 사업
- 자조금의 조성·운용 등을 통한 파의 수급조절 및 소비촉진 홍보
  - 판매 및 소비촉진을 위한 홍보사업
  - 생산 및 수확후 관리기술, 수급조절, 유통개선 등 회원교육
  - 적정재배 지도
- 파 산업 발전을 위한 정책건의